# Ісаєв Сергій Володимирович (військовик)
Сергій Володимирович Ісаєв (10 квітня 1975, Костянтинівка, Донецька область, Українська РСР — 25 квітня 2016, Донецька область, Україна) — старший сержант Збройних сил України, учасник війни на сході України, сапер (122-й окремий аеромобільний батальйон, 81-ша окрема аеромобільна бригада).

## Життєпис
Строкову службу проходив у десантних військах. З початком війни активно долучився до волонтерського руху донбаського відділення ГО «Схід та Захід єдині», 2015 року добровольцем пішов до війська.
Загинув під час виконання бойового завдання з розмінування в Донецькій області.
Похований за місцем народження, у Костянтинівці на Сантуринівському цвинтарі 48°31′16″ пн. ш. 37°46′05″ сх. д. / 48.52111° пн. ш. 37.76806° сх. д..
По смерті залишив дружину та двоє неповнолітніх дітей.

## Нагороди
- Орден «За мужність» III ступеня — нагороджений (посмертно) Указом Президента України № 291/2016 від 4 липня 2016 року «за особисту мужність і високий професіоналізм, виявлені у захисті державного суверенітету та територіальної цілісності України, вірність військовій присязі»[2].